# ITF Women’s Circuit 2017 (Juli–September)
In den folgenden Tabellen werden die Tennisturniere des dritten Quartals des ITF Women’s Circuit 2017 dargestellt.

## Turnierplan
| Kategorien |
| ---------- |
| $100.000   |
| $80.000    |
| $60.000    |
| $25.000    |
| $15.000    |

### Juli
| Datum 1 | Turnierort                                                         | Siegerin Einzel           | Siegerinnen Doppel                               |
| ------- | ------------------------------------------------------------------ | ------------------------- | ------------------------------------------------ |
| 03.07.  | Rom Tiro a Volo 2017                                               | Kateryna Koslowa          | Anastassija Komardina Nadia Podoroska            |
| 03.07.  | Denain                                                             | Lina Gjorcheska           | Momoko Kobori Ayano Shimizu                      |
| 03.07.  | Darmstadt Tennis International 2017                                | Anhelina Kalinina         | Laura-Ioana Andrei Anastasia Zarycká             |
| 03.07.  | Middelburg                                                         | Arantxa Rus               | Valentini Grammatikopoulou Bibiane Schoofs       |
| 03.07.  | Getxo                                                              | Mihaela Buzărnescu        | Andrea Gámiz Aleksandrina Najdenowa              |
| 03.07.  | Anning (Kunming)                                                   | Eudice Chong              | Feng Shuo Li Yihong                              |
| 03.07.  | Scharm asch-Schaich                                                | Wera Swonarjowa           | Kanika Vaidya Angelina Schurawljowa              |
| 03.07.  | Amarente                                                           | Lu Jiajing                | Alba Carrillo Marín Inês Murta                   |
| 03.07.  | Focșani                                                            | Nicoleta-Cătălina Dascălu | Oana Gavrilă Jekaterina Kasionowa                |
| 03.07.  | Prokuplje                                                          | Despina Papamichail       | Natalie Suk Kateřina Vaňková                     |
| 03.07.  | Istanbul                                                           | Ekaterine Gorgodze        | Mariam Bolkwadse Ekaterine Gorgodze              |
| 10.07.  | Contrexéville Grand Est Open 88 2017                               | Johanna Larsson           | Anastassija Komardina Eliza Kostowa              |
| 10.07.  | Budapest Hungarian Pro Circuit Ladies Open 2017                    | Jana Čepelová             | Mariana Duque Mariño María Irigoyen              |
| 10.07.  | Versmold Reinert Open 2017                                         | Mihaela Buzărnescu        | Katharina Gerlach Julia Wachaczyk                |
| 10.07.  | Winnipeg                                                           | Caroline Dolehide         | Hiroko Kuwata Walerija Sawinych                  |
| 10.07.  | Naiman-Banner                                                      | Lu Jingjing               | Gao Xinyu Xun Fangying                           |
| 10.07.  | Turin                                                              | Deborah Chiesa            | Estrella Cabeza Candela Paula Cristina Gonçalves |
| 10.07.  | Moskau                                                             | Olha Jantschuk            | Oqgul Omonmurodova Walentina Iwachnenko          |
| 10.07.  | Knokke-Heist                                                       | Mirjam Björklund          | Quinn Gleason Luisa Stefani                      |
| 10.07.  | Campos do Jordão                                                   | Gabriela Cé               | Ingrid Gamarra Martins Camila Giangreco Campiz   |
| 10.07.  | Scharm asch-Schaich                                                | Jacqueline Cabaj Awad     | Rutuja Bhosale Kanika Vaidya                     |
| 10.07.  | Telawi                                                             | Ekaterine Gorgodze        | Palina Pechawa Maria Solnyshkina                 |
| 10.07.  | Amstelveen                                                         | Lisa Matviyenko           | Dasha Ivanova Rosalie van der Hoek               |
| 10.07.  | Cantanhede                                                         | Sinéad Lohan              | Maria Masini Olga Parres Azcoitia                |
| 10.07.  | Prokuplje                                                          | Oana Gavrilă              | Maryna Tschernyschowa Darja Lodikowa             |
| 10.07.  | Hua Hin                                                            | Michaela Haet             | Beatrice Gumulya Jessy Rompies                   |
| 17.07.  | Astana President’s Cup 2017/Damen                                  | Zhang Shuai               | Natela Dsalamidse Weronika Kudermetowa           |
| 17.07.  | Olmütz ITS Cup 2017                                                | Bernarda Pera             | Amandine Hesse Victoria Rodríguez                |
| 17.07.  | Bursa                                                              | Sofja Schuk               | Walentina Iwachnenko Anastassija Wassyljewa      |
| 17.07.  | Stockton (Kalifornien)                                             | Sofia Kenin               | Usue Maitane Arconada Sofia Kenin                |
| 17.07.  | Gatineau                                                           | Aleksandra Wozniak        | Hiroko Kuwata Walerija Sawinych                  |
| 17.07.  | Tianjin                                                            | Wang Yafan                | Jiang Xinyu Tang Qianhui                         |
| 17.07.  | Aschaffenburg Schönbusch Open 2017                                 | Katharina Hobgarski       | Katharina Hobgarski Julia Wachaczyk              |
| 17.07.  | Imola                                                              | Viktória Kužmová          | Estrella Cabeza Candela Paula Cristina Gonçalves |
| 17.07.  | Brüssel                                                            | Ana Sofía Sánchez         | Quinn Gleason Luisa Stefani                      |
| 17.07.  | Scharm asch-Schaich                                                | Jacqueline Cabaj Awad     | Rutuja Bhosale Mayar Sherif                      |
| 17.07.  | Târgu Jiu                                                          | Gaia Sanesi               | Samantha Harris Belinda Woolcock                 |
| 17.07.  | Don Benito                                                         | Lisa Sabino               | Maria Masini Olga Parres Azcoitia                |
| 17.07.  | Hua Hin                                                            | Lee Hua-chen              | Nudnida Luangnam Varunya Wongteanchai            |
| 24.07.  | Prag Advantage Cars Prague Open 2017/Damen                         | Markéta Vondroušová       | Anastassija Potapowa Dajana Jastremska           |
| 24.07.  | Granby (Québec)                                                    | Cristiana Ferrando        | Ellen Perez Carol Zhao                           |
| 24.07.  | Sacramento                                                         | Amanda Anisimova          | Desirae Krawczyk Giuliana Olmos                  |
| 24.07.  | Horb am Neckar BMW AHG Cup 2017                                    | Patty Schnyder            | Lesley Kerkhove Bibiane Schoofs                  |
| 24.07.  | Hua Hin                                                            | Luksika Kumkhum           | Luksika Kumkhum Xenija Palkina                   |
| 24.07.  | Campos do Jordão                                                   | Nathaly Kurata            | Gabriela Cé Thaisa Grana Pedretti                |
| 24.07.  | Scharm asch-Schaich                                                | Eleni Kordolaimi          | Chen Pei-hsuan Wu Fang-hsien                     |
| 24.07.  | Pärnu                                                              | Kaia Kanepi               | Cristina Adamescu Paulina Czarnik                |
| 24.07.  | Tampere                                                            | Monika Kilnarová          | Anna Jakowlewa Gjulnara Nasarowa                 |
| 24.07.  | Les Contamines-Montjoie                                            | Claudia Hoste Ferrer      | Tayisiya Morderger Yana Morderger                |
| 24.07.  | Hongkong                                                           | Zhang Ling                | Akari Inoue Michika Ozeki                        |
| 24.07.  | Dublin                                                             | Jodie Anna Burrage        | Giorgia Marchetti Rosalie van der Hoek           |
| 24.07.  | Schio                                                              | Stefania Rubini           | Federica Di Sarra Lisa Sabino                    |
| 24.07.  | Târgu Jiu                                                          | Astra Sharma              | Samantha Harris Belinda Woolcock                 |
| 24.07.  | Evansville (Indiana)                                               | Ann Li                    | Lorraine Guillermo Madeleine Kobelt              |
| 31.07.  | Lexington (Kentucky) Kentucky Bank Tennis Championships 2017/Damen | Grace Min                 | Priscilla Hon Wera Lapko                         |
| 31.07.  | Bad Saulgau Knoll Open 2017                                        | Elena-Gabriela Ruse       | Anna Kalinskaja İpek Soylu                       |
| 31.07.  | Woking                                                             | Jasmine Paolini           | Laura-Ioana Andrei Petra Krejsová                |
| 31.07.  | El Espinar                                                         | Paula Badosa Gibert       | Quinn Gleason Luisa Stefani                      |
| 31.07.  | Fort Worth                                                         | Katerina Stewart          | Giuliana Olmos Ellen Perez                       |
| 31.07.  | Scharm asch-Schaich                                                | Eleni Kordolaimi          | Chen Pei-hsuan Wu Fang-hsien                     |
| 31.07.  | Savitaipale                                                        | Clothilde de Bernardi     | Walerija Denissenko Jekaterina Schalimowa        |
| 31.07.  | Porto                                                              | Michaela Hončová          | Emily Arbuthnott Emilie Francati                 |
| 31.07.  | Târgu Jiu                                                          | Ilona Georgiana Ghioroaie | Samantha Harris Belinda Woolcock                 |
| 31.07.  | Nonthaburi                                                         | Haruka Kaji               | Beatrice Gumulya Jessy Rompies                   |
| 31.07.  | Istanbul                                                           | Ekaterine Gorgodze        | Dia Ewtimowa Jasmina Tinjić                      |
| 31.07.  | Iwano-Frankiwsk                                                    | Maryna Tschernyschowa     | Maryna Tschernyschowa Weronika Kapschaj          |

### August
| Datum 1 | Turnierort                                  | Siegerin Einzel         | Siegerinnen Doppel                         |
| ------- | ------------------------------------------- | ----------------------- | ------------------------------------------ |
| 07.08.  | Hechingen boso Ladies Open Hechingen 2017   | Tamara Korpatsch        | Camilla Rosatello Sopia Schapatawa         |
| 07.08.  | Koksijde                                    | Isabelle Wallace        | Ankita Raina Bibiane Schoofs               |
| 07.08.  | Chiswick                                    | Witalija Djatschenko    | Laura-Ioana Andrei Julia Wachaczyk         |
| 07.08.  | Landisville                                 | Wera Lapko              | Sophie Chang Alexandra Mueller             |
| 07.08.  | Wien                                        | Clothilde de Bernardi   | Anastasia Grymalska Dalila Spiteri         |
| 07.08.  | Mrągowo                                     | Marta Leśniak           | Mathilde Devits Merel Hoedt                |
| 07.08.  | Arad                                        | Elena-Gabriela Ruse     | Tamara Čurović Vendula Žovincová           |
| 07.08.  | Moskau                                      | Iryna Schymanowitsch    | Ilona Kremen Iryna Schymanowitsch          |
| 07.08.  | Las Palmas de Gran Canaria                  | Cornelia Lister         | Carlota Molina Megías Nastassja Jakimawa   |
| 07.08.  | Nonthaburi                                  | Sara Tomic              | Tamachan Momkoonthod Varunya Wongteanchai  |
| 07.08.  | Istanbul                                    | Vlada Ekshibarova       | Berfu Cengiz İpek Öz                       |
| 14.08.  | Vancouver Odlum Brown Vanopen 2017/Damen    | Maryna Zanevska         | Jessica Moore Jocelyn Rae                  |
| 14.08.  | Leipzig Leipzig Open 2017                   | Magdalena Fręch         | Walentina Iwachnenko Lidsija Marosawa      |
| 14.08.  | Montreux Montreux Ladies Open 2017          | María Teresa Torró Flor | Xenia Knoll Amra Sadikovic                 |
| 14.08.  | Nonthabun                                   | Luksika Kumkhum         | Chan Chin-wei Choi Ji-hee                  |
| 14.08.  | Graz                                        | Astra Sharma            | Anna Bondár Réka Luca Jani                 |
| 14.08.  | Cuneo                                       | Martina Colmegna        | Federica Di Sarra Anastasia Grymalska      |
| 14.08.  | Oldenzaal                                   | Chiara Scholl           | Déborah Kerfs Chiara Scholl                |
| 14.08.  | Mragowo                                     | Marta Leśniak           | Angelica Moratelli Jade Suvrijn            |
| 14.08.  | Moskau                                      | Iryna Schymanowitsch    | Ilona Kremen Iryna Schymanowitsch          |
| 14.08.  | Las Palmas de Gran Canaria                  | Chayenne Ewijk          | Fatma Al-Nabhani Arabela Fernández Rabener |
| 21.08.  | Artvin                                      | Walerija Sawinych       | Gabriela Cé Ankita Raina                   |
| 21.08.  | Braunschweig Braunschweig Women’s Open 2017 | Magdalena Fręch         | Cornelia Lister María Teresa Torró Flor    |
| 21.08.  | Hódmezővásárhely                            | Alexandra Dulgheru      | Elena-Gabriela Ruse Eva Wacanno            |
| 21.08.  | Tsukuba (Ibaraki)                           | Zhang Ling              | Miharu Imanishi Akiko Omae                 |
| 21.08.  | Wanfercée-Baulet                            | Dana Kremer             | Lara Salden Chelsea Vanhoutte              |
| 21.08.  | Sezze                                       | Marija Marfutina        | Federica Di Sarra Giorgia Marchetti        |
| 21.08.  | Rotterdam                                   | Karen Barritza          | Albina Xabibulina Stéphanie Visscher       |
| 21.08.  | Mrągowo                                     | Marine Partaud          | Angelica Moratelli Marine Partaud          |
| 21.08.  | Bukarest                                    | Gabriela Talabă         | Oana Georgeta Simion Gabriela Talabă       |
| 21.08.  | Vrnjačka Banja                              | Oana Gavrilă            | Oana Gavrilă Jelena Stojanovic             |
| 21.08.  | Caslano                                     | Karin Kennel            | Susan Bandecchi Lisa Sabino                |
| 28.08.  | Dunakeszi                                   | Dajana Jastremska       | Irina Maria Bara Chantal Škamlová          |
| 28.08.  | Bagnatica                                   | Melanie Stokke          | Deborah Chiesa Martina Colmegna            |
| 28.08.  | Nanao                                       | Carol Zhao              | Hsu Chieh-yu Miharu Imanishi               |
| 28.08.  | Almaty                                      | Polina Leikina          | Gabriela Cé Jana Sisikowa                  |
| 28.08.  | Mamaia                                      | Jaqueline Cristian      | Anastassija Komardina Elena-Gabriela Ruse  |
| 28.08.  | Middelkerke                                 | Magali Kempen           | Sara Cakarevic Magali Kempen               |
| 28.08.  | Říčany                                      | Tereza Procházková      | Jana Jablonovská Natália Vajdová           |
| 28.08.  | Yeongwol                                    | Hanna Chang             | Kim Na-ri Lee Pei-chi                      |
| 28.08.  | Schoonhoven                                 | Ana Sofía Sánchez       | Déborah Kerfs Chiara Scholl                |
| 28.08.  | Mragowo                                     | Monika Kilnarová        | Daria Kuczer Marta Leśniak                 |
| 28.08.  | Sion                                        | Susan Bandecchi         | Naïma Karamoko Nina Stadler                |
| 28.08.  | Antalya                                     | Despina Papamichail     | Alexandra Pospelowa Adriana Sosnovschi     |

### September
| Datum 1 | Turnierort                                           | Siegerin Einzel       | Siegerinnen Doppel                       |
| ------- | ---------------------------------------------------- | --------------------- | ---------------------------------------- |
| 04.09.  | Sofia                                                | Wiktorija Tomowa      | Jaqueline Cristian Anastassija Komardina |
| 04.09.  | Balatonboglár                                        | Polona Hercog         | Irina Chromatschowa Diāna Marcinkēviča   |
| 04.09.  | Prag                                                 | Alice Ramé            | Kristýna Hrabalová Nikola Tomanová       |
| 04.09.  | Kairo                                                | Nuria Párrizas Díaz   | Wiktorija Kan Marija Sotowa              |
| 04.09.  | Badenweiler                                          | Katharina Gerlach     | Chantal Sauvant Arina Gabriela Vasilescu |
| 04.09.  | Trieste                                              | Martina Caregaro      | Martina Caregaro Paula Ormaechea         |
| 04.09.  | Kyōto                                                | Katy Dunne            | Akari Inoue Michika Ozeki                |
| 04.09.  | Yeongwol                                             | Kim Da-bin            | Kim Na-ri Lee Pei-chi                    |
| 04.09.  | Hammamet                                             | Emily Arbuthnott      | Inès Ibbou Isabella Tcherkes Zade        |
| 04.09.  | Antalya                                              | Despina Papamichail   | Fanny Östlund Jasmina Tinjić             |
| 11.09.  | Biarritz Engie Open de Biarritz Pays Basque 2017     | Mihaela Buzărnescu    | Irina Maria Bara Mihaela Buzărnescu      |
| 11.09.  | Las Vegas                                            | Sessil Karatantschewa | An-Sophie Mestach Laura Robson           |
| 11.09.  | Guiyang                                              | Lidsija Marosawa      | Lidsija Marosawa Sabina Sharipova        |
| 11.09.  | Batumi                                               | Nigina Abduraimova    | Ysaline Bonaventure Viktória Kužmová     |
| 11.09.  | Pula (Sardinien)                                     | Deborah Chiesa        | Andrea Gámiz Lisa Ponomar                |
| 11.09.  | Redding (Kalifornien)                                | Robin Anderson        | Daneika Borthwick Ana Veselinović        |
| 11.09.  | Buenos Aires                                         | María Lourdes Carlé   | Emily Appleton María Lourdes Carlé       |
| 11.09.  | Prag                                                 | Miriam Kolodziejová   | Anastasia Dețiuc Johana Marková          |
| 11.09.  | Kairo                                                | Wiktorija Kan         | Wiktorija Kan Marija Sotowa              |
| 11.09.  | Székesfehérvár                                       | Panna Udvardy         | Laura-Ioana Andrei Elena Bogdan          |
| 11.09.  | Hua Hin                                              | Rutuja Bhosale        | Zeel Desai Pranjala Yadlapalli           |
| 11.09.  | Hammamet                                             | Inès Ibbou            | Victoria Bosio María Fernanda Herazo     |
| 11.09.  | Antalya                                              | Despina Papamichail   | Lara Escauriza Bárbara Gatica            |
| 18.09.  | Tampico Abierto Tampico 2017                         | Irina Falconi         | Caroline Dolehide María Irigoyen         |
| 18.09.  | Sankt Petersburg Neva Cup 2017                       | Belinda Bencic        | Anna Blinkowa Weronika Kudermetowa       |
| 18.09.  | Albuquerque Coleman Vision Tennis Championships 2017 | Emina Bektas          | Tara Moore Conny Perrin                  |
| 18.09.  | Saint-Malo                                           | Polona Hercog         | Diāna Marcinkēviča Daniela Seguel        |
| 18.09.  | Penrith City                                         | Olivia Rogowska       | Naiktha Bains Abigail Tere-Apisah        |
| 18.09.  | Pula (Sardinien)                                     | Andrea Gámiz          | Claudia Giovine Anastasia Grymalska      |
| 18.09.  | Podgorica                                            | Marina Melnikowa      | Petra Krejsová Jesika Malečková          |
| 18.09.  | Lubbock (Texas)                                      | Alissa Kleibanowa     | Victoria Duval Alissa Kleibanowa         |
| 18.09.  | Warna                                                | Miriam Bianca Bulgaru | Michaela Boev Dia Ewtimowa               |
| 18.09.  | Scharm asch-Schaich                                  | Lee Pei-chi           | Chen Pei-hsuan Wu Fang-hsien             |
| 18.09.  | Schymkent                                            | Darja Lodikowa        | Mariana Dražić Xenija Palkina            |
| 18.09.  | Madrid                                               | Nuria Párrizas Díaz   | Alicia Barnett Olivia Nicholls           |
| 18.09.  | Hua Hin                                              | Lee Hua-chen          | Ni Ma Zhuoma Zhuoma Youmi                |
| 18.09.  | Hammamet                                             | María Fernanda Herazo | Mia Eklund Amy Zhu                       |
| 18.09.  | Antalya                                              | Fanny Östlund         | Adriana Sosnovschi Vitalia Stamat        |
| 18.09.  | Butscha                                              | Martina Colmegna      | Martina Colmegna Michele Alexandra Zmău  |
| 25.09.  | Templeton (Kalifornien)                              | Sachia Vickery        | Kaitlyn Christian Giuliana Olmos         |
| 25.09.  | Brisbane                                             | Kimberly Birrell      | Naiktha Bains Abigail Tere-Apisah        |
| 25.09.  | Clermont-Ferrand                                     | Wera Lapko            | Wera Lapko Cornelia Lister               |
| 25.09.  | Pula (Sardinien)                                     | Tamara Zidanšek       | Claudia Giovine Tereza Mrdeža            |
| 25.09.  | Hua Hin                                              | Arantxa Rus           | Kim Na-ri Anastassija Piwowarowa         |
| 25.09.  | Stillwater (Oklahoma)                                | Aleksandra Wozniak    | Jovana Jakšić Caitlin Whoriskey          |
| 25.09.  | Brünn                                                | Diana Šumová          | Jana Jablonovská Natália Vajdová         |
| 25.09.  | Scharm asch-Schaich                                  | Magali Kempen         | Chen Pei-hsuan Wu Fang-hsien             |
| 25.09.  | Schymkent                                            | Polina Bachmutkina    | Mariana Dražić Xenija Palkina            |
| 25.09.  | Jounieh                                              | Clothilde de Bernardi | Ola Abou Zekry Berfu Cengiz              |
| 25.09.  | Melilla                                              | Eva Guerrero Álvarez  | Paula Arias Manjón Eva Guerrero Álvarez  |
| 25.09.  | Hammamet                                             | Marie Temin           | Angelica Moratelli Natasha Piludu        |
| 25.09.  | Antalya                                              | Marta Leśniak         | Georgia Crăciun Andreea Ghițescu         |
| 25.09.  | Kiew                                                 | Swjatlana Piraschenka | Maryna Kolb Nadija Kolb                  |
| 25.09.  | Charleston (South Carolina)                          | Michaela Bayerlová    | Chloe Beck Emma Navarro                  |